# Chernihiv
Chernihiv hay Chernigov (tiếng Ukraina: Чернігів); (tiếng Nga: Чернигов) là một thành phố tỉnh lỵ tỉnh Chernihiv của Ukraina. Thành phố Chernihiv có diện tích km², dân số theo điều tra vào năm 2001 là 304.994 người. Đây là thành phố lớn thứ 18 tại Ukraina.

## gallery

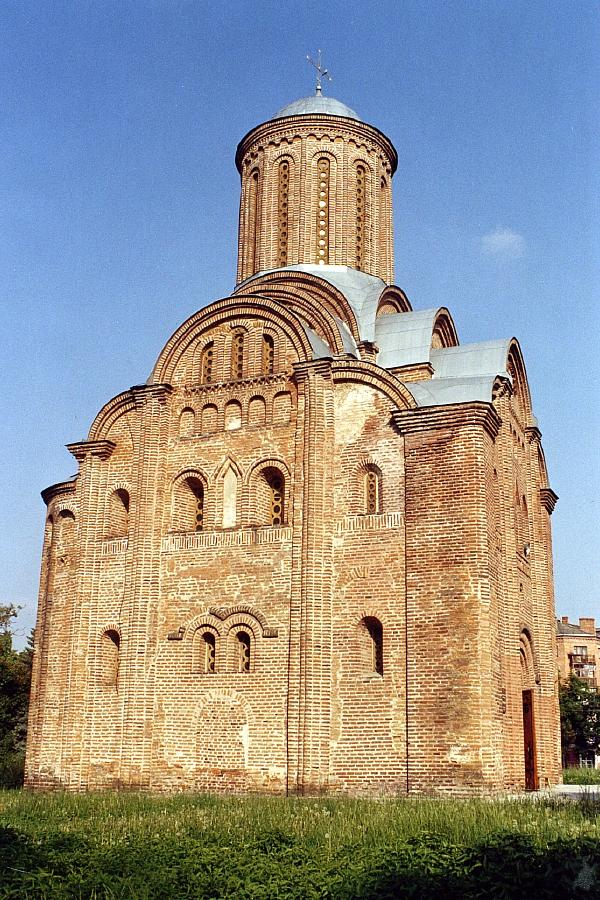
1201
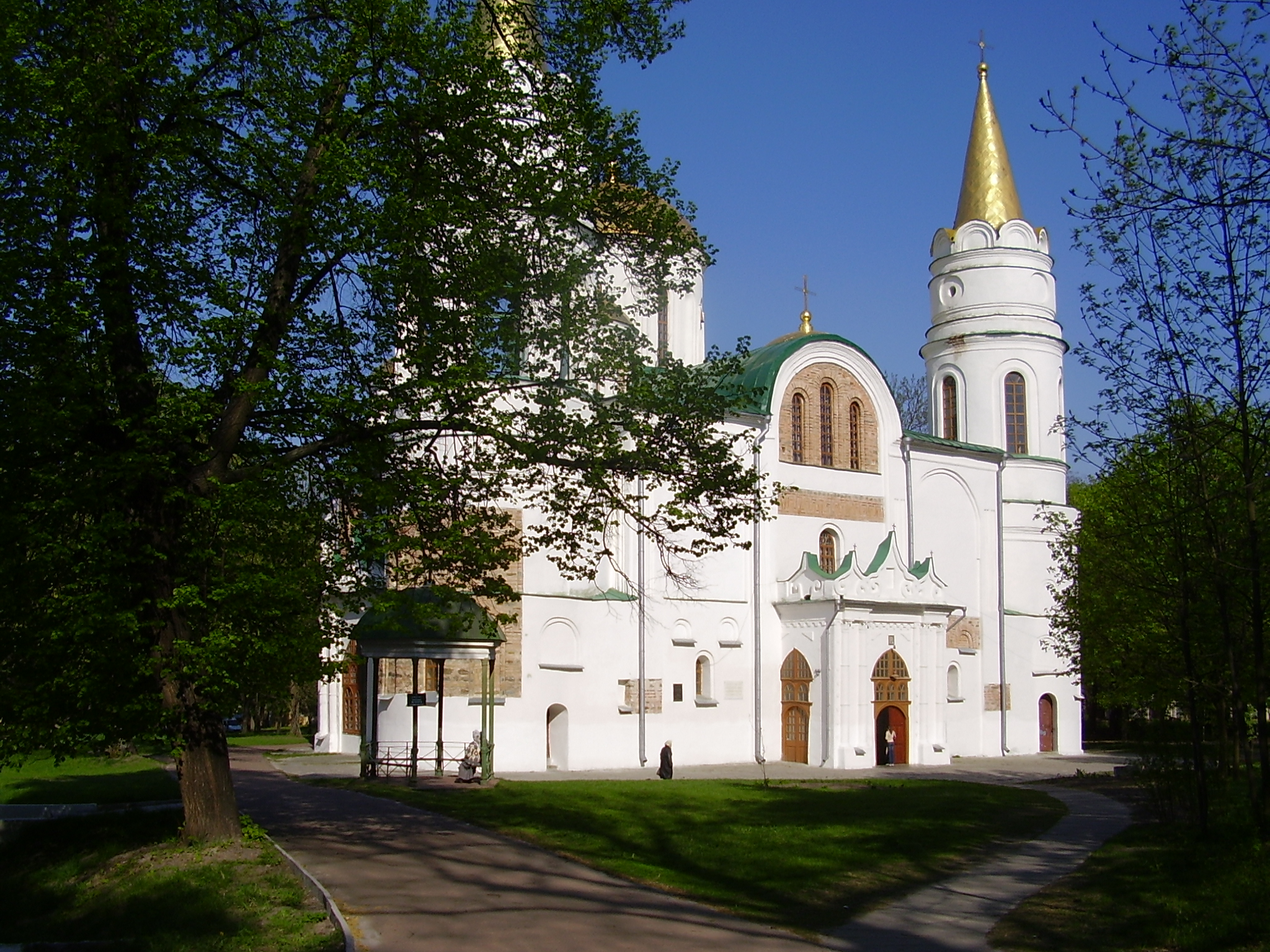
1030
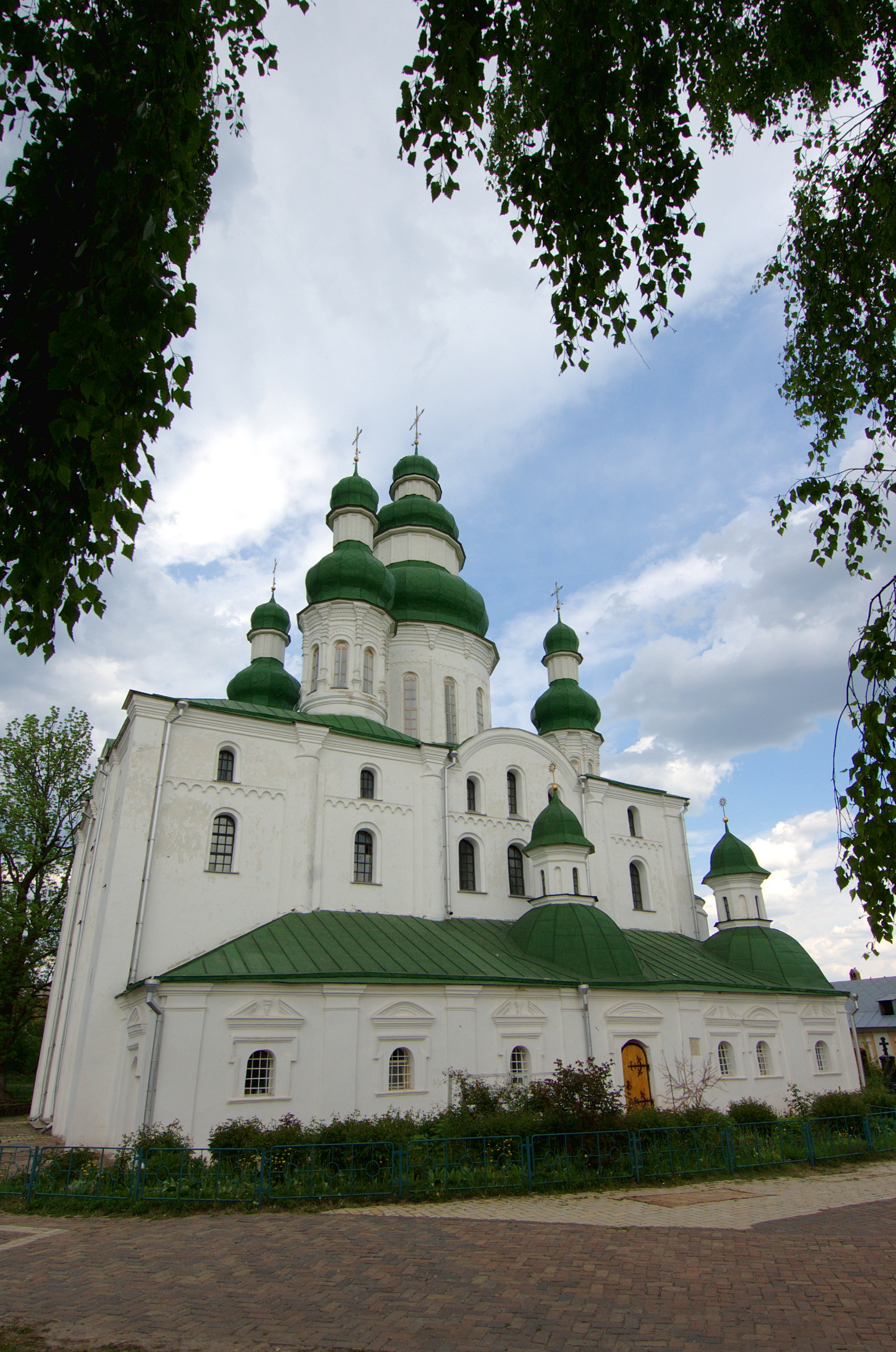